# C16orf45
C16orf45 (англ. Chromosome 16 open reading frame 45) – білок, який кодується однойменним геном, розташованим у людей на 16-й хромосомі. Довжина поліпептидного ланцюга білка становить 204 амінокислот, а молекулярна маса — 23 732.
| 10         |  | 20         |  | 30         |  | 40         |  | 50         |
| ---------- |  | ---------- |  | ---------- |  | ---------- |  | ---------- |
| MELKQSLSTH |  | LEAEKPLRRY |  | GAVEETAWKT |  | ERLGRNQLDI |  | ISMAETTMMP |
| EEIELEMAKI |  | QRLREVLVRR |  | ESELRFMMDD |  | IQLCKDIMDL |  | KQELQNLVAI |
| PEKEKTKLQK |  | QREDELIQKI |  | HKLVQKRDFL |  | VDDAEVERLR |  | EQEEDKEMAD |
| FLRIKLKPLD |  | KVTKSPASSR |  | AEKKAEPPPS |  | KPTVAKTGLA |  | LIKDCCGATQ |
| CNIM       |  |            |  |            |  |            |  |            |

A: Аланін

C: Цистеїн

D: Аспарагінова кислота

E: Глутамінова кислота

F: Фенілаланін

G: Гліцин

H: Гістидин

I: Ізолейцин

K: Лізин

L: Лейцин

M: Метіонін

N: Аспарагін

P: Пролін

Q: Глутамін

R: Аргінін

S: Серин

T: Треонін

V: Валін

W: Триптофан

Задіяний у такому біологічному процесі, як альтернативний сплайсинг. 